# Estinnes
Estinnes (valonă L' Estene) este o comună francofonă din regiunea Valonia din Belgia. Comuna Estinnes este formată din localitățile Croix-lez-Rouveroy, Estinnes-au-Mont, Estinnes-au-Val, Faurœulx, Haulchin, Peissant, Rouveroy, Vellereille-les-Brayeux și Vellereille-le-Sec. Suprafața sa totală este de 72,73 km². La 1 ianuarie 2008 avea o populație totală de 7.502 locuitori. 
Comuna Estinnes se învecinează cu comunele Binche, Erquelinnes, Merbes-le-Château, Mons și Quévy.
1. ↑  GeoNames, accesat în 9 iulie 2017